# جاگرون
جاگرون (به انگلیسی: Jagraon) یک منطقهٔ مسکونی در هند است که در بخش لدهیانه واقع شده‌است. جاگرون ۶۵٬۲۴۰ نفر جمعیت دارد و ۲۳۴ متر بالاتر از سطح دریا واقع شده‌است.